# Fritz Reinhold Holmer
Fritz Reinhold Holmer (* 7. August 1906 in Borås; † 1967 in Portugal) war ein schwedischer Maler und Zeichner.

## Leben
Holmer studierte von 1929 bis 1931 an der damaligen technischen Schule Stockholm bei Carl Filip Mansson und von 1931 bis 1937 bei Issac Grünewald und Gösta von Hennigs an der Kunsthochschule Stockholm.
1932 heiratete er Britta Lundkvist. Seine Studienreisen ins Ausland von 1937 bis 1941 führten ihn nach Frankreich, Italien, Ägypten, Schweiz, Holland und nach Belgien.
Ab 1939 wurde Holmer durch eigene Ausstellungen in Schweden bekannt. Die Ausstellungen fanden in Stockholm, Göteborg und Linköping statt. Es wurden u. a. Stillleben und Landschaftsbilder gezeigt. Fritz Holmer ist mit seinen Werken u. a. vertreten im Schwedischen Nationalmuseum, dem Moderna Museet sowie dem Kunstmuseum Waldemarsudde in Stockholm.